# غوستافو فيلالوبوس
غوستافو فيلالوبوس (بالإنجليزية: Gustavo Villalobos)‏ هو لاعب كرة قدم أمريكي في مركزي الوسط والهجوم، ولد في 19 نوفمبر 1991 في North Hills, Los Angeles ‏ في الولايات المتحدة. لعب مع Pembroke Athleta F.C. ‏.